# Vittorio Franceschi
Vittorio Franceschi (Bologna, 14 ottobre 1936) è un attore teatrale, regista e drammaturgo italiano.

## Biografia
Dopo le prime esperienze di cabaret politico all'inizio degli anni sessanta, ha lavorato a lungo presso il Teatro Stabile di Trieste, dove nel 1964 fu allestita la sua prima commedia Pinocchio minore - Favola perbene con burattini di carne e nel 1966 Gorizia 1916 - Documentario per il teatro sulla prima Guerra Mondiale.
Nel 1968 è stato tra i fondatori (con Dario Fo, Franca Rame, Nanni Ricordi, Nuccio Ambrosino, Paolo Ciarchi e Massimo De Vita) dell'Associazione Nuova Scena, che diede vita, in collaborazione con l'ARCI, al Circuito Alternativo, evento fra i più significativi del teatro italiano di quegli anni. Dopo la divisione da Dario Fo (1970) Vittorio Franceschi è rimasto alla guida di Nuova Scena fino al 1981, trasferendone la Sede a Bologna e trasformandola in Cooperativa.
Durante la sua lunga carriera ha lavorato per i principali Teatri Stabili italiani: Teatro Stabile di Genova, Teatro Stabile di Torino, Teatro Stabile del Friuli-Veezia Giulia, Arena del Sole Teatro Stabile di Bologna, Teatro di Roma, ERT - Emilia Romagna Teatro, Teatro Biondo di Palermo, Piccolo di Milano; e all'estero con la Comédie de Genève.
Ha lavorato con alcuni fra i più importanti registi italiani ed europei: Benno Besson, Sandro Bolchi, Massimo Castri, Alessandro D'Alatri, Matthias Langhoff, Gabriele Lavia, Nanni Loy, Piero Maccarinelli, Mario Missiroli, Vito Molinari, Walter Pagliaro, Luca Ronconi, Marco Sciaccaluga, Aldo Trionfo, Andrzej Wajda.
Fra le principali interpretazioni: Tartufo nell'omonima commedia di Molière; Edipo (Edipo re di Sofocle); Paragone (Come vi piace di Shakespeare - in un'altra edizione della stessa commedia ha interpretato il ruolo di Jaques); Pécuchet (Bouvard e Pécuchet di Squarzina e Kezich da Flaubert); Robespierre (L'affare Danton di Stanisława Przybyszewska); Sampognetta (Questa sera si recita a soggetto di Pirandello - in un'altra edizione della stessa commedia ha interpretato il ruolo di Hinkfuss); Borkman (John Gabriel Borkman di Ibsen); Trileckij (Commedia senza titolo (Platonov) di Cechov); Miscin (L'imbalsamatore di Renzo Rosso); Pascoli (Un anno nella vita di Giovanni Pascoli di Melania Mazzucco e Luigi Guarnieri); Sarincev (Svet - La luce risplende nelle tenebre di Tolstoj); Hamm (Finale di partita di Beckett), Akàkij (Il cappotto da Gogol).
Fra i suoi testi rappresentati: Pinocchio minore, Un sogno di sinistra, La dimensione del nero, La ballata dello spettro, L'Amleto non si può fare, Ordine d'arrivo, Scacco pazzo, Jack lo sventratore, Il sorriso di Daphne, Dialogo col sepolto vivo, A corpo morto e Il cappotto (liberamente tratto da Gogol). Suoi testi sono rappresentati in Croazia, Finlandia, Francia, Germania, Polonia, Portogallo, Repubblica Ceca, Russia, Scozia, Spagna, Svizzera.	
Nel 2002 ha scritto la sceneggiatura per il film Scacco pazzo tratto dalla sua commedia e diretto da Alessandro Haber, interpretandovi il ruolo di Valerio. Nel 2004 ha interpretato il ruolo di Eugenio Faoni nel film La febbre di Alessandro D'Alatri.
Il suo teatro è pubblicato da Bulzoni, Guaraldi, Il Melangolo, Marietti, Marsilio, Ubulibri e da Riviste italiane e straniere.
Ha pubblicato tre volumi di poesie: "Stramba Bologna sghemba" e "Il volo dei giorni" con l'Ed. Raffaelli; e "Tre ballate da cantare ubriachi" con l'Ed. Pendragon.
Vittorio Franceschi è condirettore della Scuola di Teatro di Bologna “Alessandra Galante Garrone”, (insieme a Claudia Busi).

## Opere principali
- L'esecuzione, con Gerardo Guccini e Renato Palazzi, Bologna, Cue Press, 2016. ISBN 9788899737399.
- Soggetto e Sceneggiatura di Scacco pazzo, un film del 2003 diretto da Alessandro Haber

## Riconoscimenti
- 1976 – Premio Riccione/ATER" per "L'Amleto non si può fare"
- 1983 – Targa Saint-Vincent per il ruolo di Robespierre in "L'affare Danton"
- 1990 – Primo Premio al concorso IDI riservato alle novità mai rappresentate per "Scacco pazzo"
- 1992 – Premio "IDI" per la miglior novità italiana rappresentata nel 1991 per "Scacco pazzo"
- 1992 – "Maschera con lauro d'oro" per l'interpretazione del personaggio di Valerio in "Scacco pazzo"
- 1992 – Premio “Taormina Arte” per "Scacco pazzo"
- 1992 – "Biglietto d'oro AGIS" per "Scacco pazzo"
- 1997 – Premio speciale della Giuria del "Premio Riccione per il Teatro" alla commedia "La Regina dei cappelli"
- 1999 – Premio "Ubu" per il ruolo di Sampognetta in "Questa sera si recita a soggetto"
- 2004 – Premio "Enrico Maria Salerno" per la Drammaturgia Europea alla commedia "Il sorriso di Daphne"
- 2006 – Premio "Hystrio" per la Drammaturgia[2]
- 2006 – Premio "ETI – Olimpici del Teatro" per "Il sorriso di Daphne"
- 2006 – Premio Ubu miglior nuovo testo italiano per "Il sorriso di Daphne"
- 2009 – "Nettuno d'oro" del Comune di Bologna (Per aver valorizzato ulteriormente, con il suo straordinario percorso nella parola teatrale, l'immagine culturale della città di Bologna)
- 2009 – Premio della critica 2009 per "A corpo morto"
- 2010 – Premio "Ubu" per "Finale di partita"
- 2011 – Alabarda d'oro per "Finale di partita"
- 2014 – “Targa Paolo Volponi” – promossa dalla Casa dei Pensieri di Bologna.